# 1878年2月2日日食
1878年2月2日日食为一次在协调世界时1878年2月2日出現的日環食。該次日食食分為0.9191，食甚維持5分59秒。

## 概述
這次日食的食分是0.9191，環食維持5分59秒。

## 基本參數
- 類型：日環食
- 食甚資料：
  - 日期：1878年2月2日
  - 時間：8時27分52秒
  - 地點：68S 122E
  - 食分：0.9191
  - 日環食持續時間：5分59秒

## 外部連結
- NASA日食專頁（页面存档备份，存于）（英文）